# 베스트 엑조틱 메리골드 호텔
베스트 엑조틱 메리골드 호텔(The Best Exotic Marigold Hotel)은 2012년 개봉한 존 매든 감독의 코미디 영화이다. 데버라 모객의 소설을 원작으로 올 파커가 각색하였으며 주디 덴치와 빌 나이 등이 출연한다.
-줄거리-
영국노인 몇몇이 같이 묵게되는 오래된 호텔에서 겪는 애피소드를 다룬 영화. 다들 나이가 있는지라 모던한 생활에서 벗어나 식민지배에 두었던 나라에 가서 즉 인도에 가서 좀 더 자연에 가까운 생활?을 한다는 것 자체가 불편하며, 인도 나라의 특성상 화려하고 아름답고 멋진 부분도 있지만, 소와 함께 생활하며 도로에 널부러진 소들의 배설물하며, 도로만 나가도 여기저기 울려대는 경적소리에 분주한 사람들에 위생이라는 것을 모를 것 같은 일명 불가촉천민 같은 사람들에게서 그리고 그 환경속에서 깨닫고 뭔가 느끼고 자신의 나이든 이 삶이 뭔가 영국에서는 필요없고 쓸모없고 버려지기 쉬운 나이대라 느끼지만 인도에서는 제법 흥미로운 애피소드와 이 나이에서도 그런 서러움이 아니라 뭔가 할 수 있다는 자존감을 높여준 영화. 노년기는 사랑도 일도 끝이 아니라 시작이라는 훈훈함을 선사한 영화.

## 출연진
- 주디 덴치 - 이블린 그린슬레이드
- 빌 나이 - 더글러스 에인슬리
- 퍼넬러피 윌턴 - 진 에인슬리
- 매기 스미스 - 뮤리얼 도널리
- 톰 윌킨슨 - 그레이엄 대시우드
- 로널드 픽업 - 노먼 커즌스
- 셀리아 임리 - 매지 하드캐슬
- 데브 파텔 - 소니 커푸어
- 다이애나 하드캐슬 - 캐럴

## 같이 보기
- 2012년 영화
- 영국 영화